# Giải BAFTA lần thứ 5
Giải BAFTA lần thứ 5 được trao bởi Viện Hàn lâm Nghệ thuật Điện ảnh và Truyền hình Anh Quốc vào năm 1952 để tôn vinh những bộ phim xuất sắc nhất năm 1951. La Ronde giành giải Phim hay nhất.

## Chiến thắng và đề cử
Các tác phẩm đoạt giải được liệt kê trước và được in đậm; các đề cử được liệt kê ở dưới theo theo thứ tự ABC và in thường.
| Phim Anh hay nhất | Phim hay nhất trong và ngoài Anh |
| --- | --- |
| - The Lavender Hill Mob - The Magic Box - The Browning Version - The Magic Garden - The Man in the White Suit - No Resting Place - The Small Miracle - White Corridors | - La Ronde - An American In Paris - The Browning Version - Detective Story - Fourteen Hours - Domenica d'agosto - Froken Julie - The Lavender Hill Mob - The Magic Box - The Magic Garden - The Man in the White Suit - No Resting Place - The Red Badge of Courage - The Small Miracle - The Sound of Fury - A Walk in the Sun - White Corridors - Édouard et Caroline |
| Phim tài liệu hay nhất | Giải Đặc biệt |
| - In Beaver Valley - A Family Affair - Family Portrait - Oil for the Twentieth Century - Out of True - Visit to Picasso                                                | - Gerald McBoing-Boing - The Diesel Story - Enterprise - Henry Moore - The Isle Of Man TT 1950 - Mother's Day - We've Come a Long Way |
| Giải Liên Hợp Quốc | |
| - Four in a Jeep - A Family Affair - The Good Life - Power for All - The Sound of Fury                                                                                 | |